# Katastrofa lotu Thai Airways International 311
Katastrofa lotu Thai Airways International 311 – katastrofa lotnicza, która miała miejsce 31 lipca 1992 roku o godz. 12.45. TG 311 odbywał lot z Bangkoku do Katmandu. Airbus A310-304 linii Thai Airways International, uderzył w górę podczas podejścia do lądowania na lotnisko w Katmandu. Spośród 113 osób na pokładzie, żadna nie przeżyła wypadku.

## Samolot
Maszyna, która uległa katastrofie to Airbus A310-304. Odbyła swój pierwszy lot 2 października 1987 roku. Numer rejestracji samolotu to HS-TID.

## Katastrofa[1]
Lot TG311 podchodził do lądowania w Katmandu na pas startowy nr 02. Nastąpiła wtedy awaria klap, załoga poprosiła o powrót do Kalkuty. 21 sekund po nadaniu wiadomości o problemie, został on rozwiązany przez ich schowanie i wysunięcie. Załoga stwierdziła, że nie jest możliwe kontynuowanie podejścia z prostej ze względu na wymagane strome kąty zniżania i położenie samolotu. W wyniku nieporozumień pomiędzy załogą samolotu a kontrolerem, maszyna zeszła do poziomu gór i zamiast przerwać zakręt po zmianie kursu o 180 stopni, załoga w wyniku przeciążenia zadaniami nie zauważyła, że samolot wykonał pełny skręt o 360 stopni i kieruje się w kierunku gór. Po chwili uruchomił się system GPWS ,,terrain, terrain, pull up”. Po 16 sekundach samolot rozpędzony do 560 km/h roztrzaskał się o górę na wysokości 3505 m. Nikt nie przeżył wypadku. 

## Przyczyna
Za przyczynę katastrofy uznaje się duże nieporozumienie pomiędzy kontrolerem i załogą samolotu oraz mały staż kontrolera, wynoszący 9 miesięcy. 

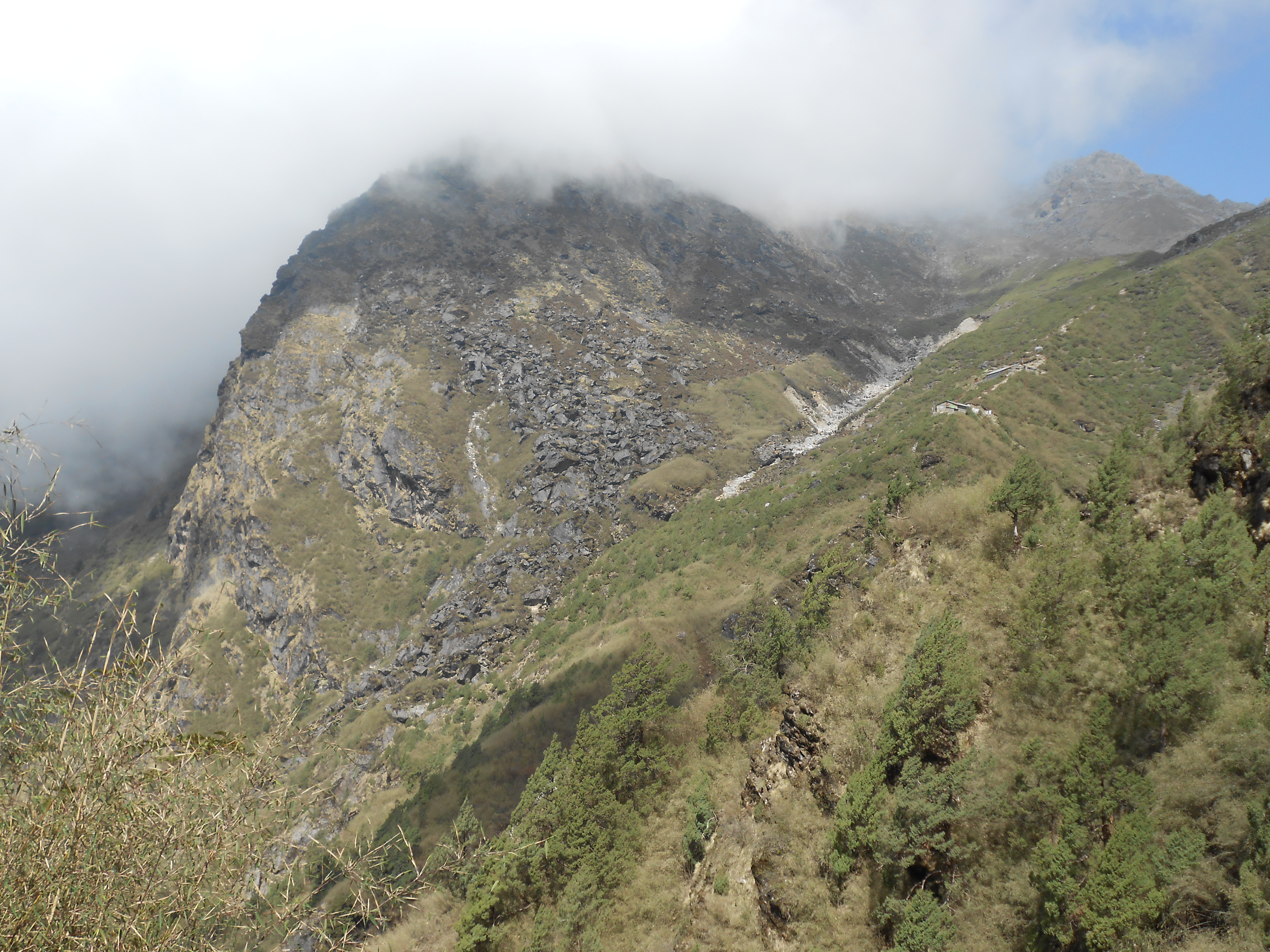
Miejsce katastrofy znajduje się nieco na prawo i w górę od środka zdjęcia
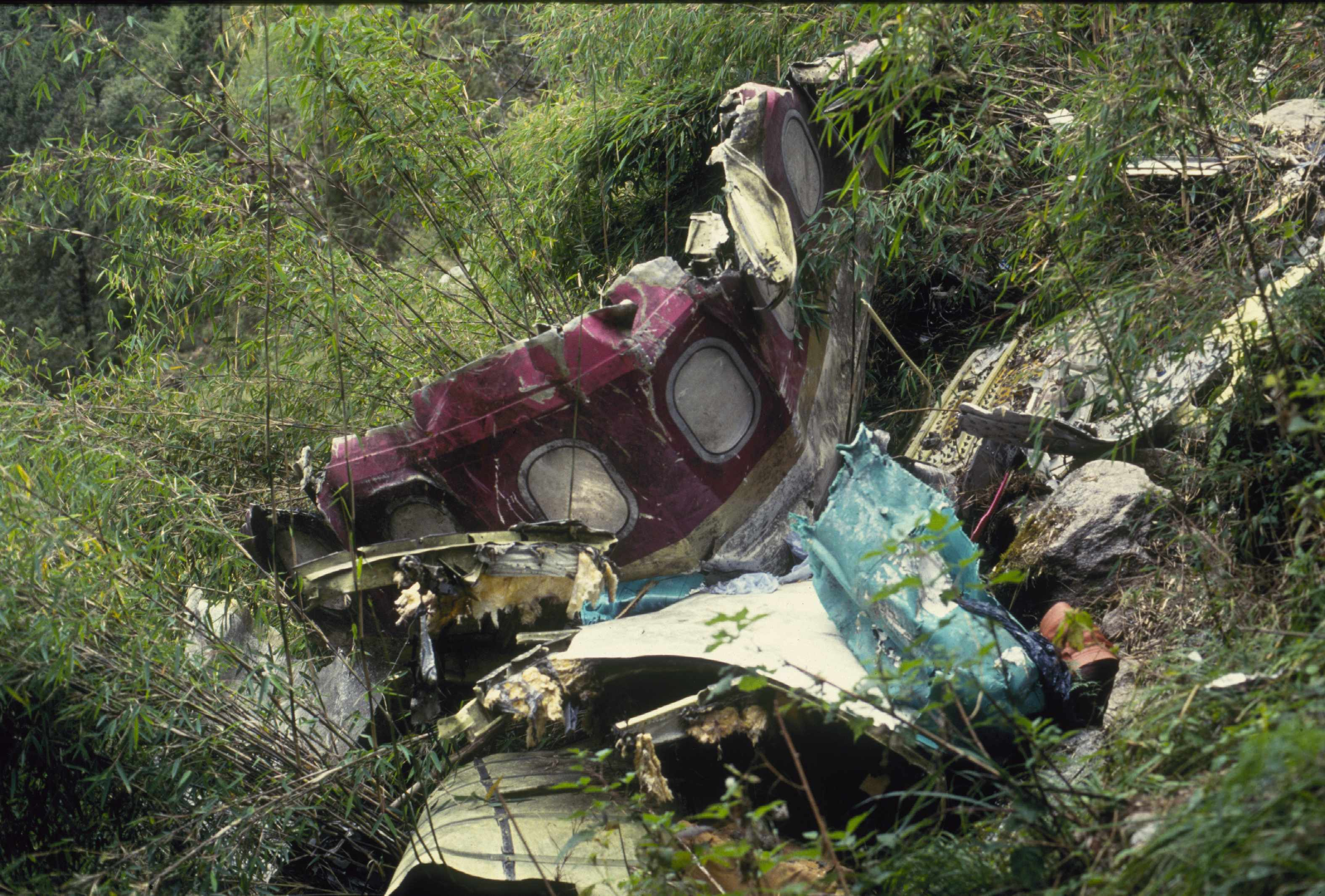
Szczątki samolotu